# Call Level Interface
Call Level Interface（CLI）とは、The Open Groupが開発したSQLベースのデータベース管理システムのためのデ・ファクト標準のAPIである。1990年代初めに開発され、C言語とCOBOLについてのみ定義された。Call Level Interface は C や COBOL のプログラムが DBMS に対して SQL クエリをどのように送り、返ってきたレコードセットをアプリケーションがどのように扱うべきかを一貫性を持って定義している。
このインタフェースは The Open Group のオープン・アプリケーション標準である Common Application Environment の一部である。これは複数のベンダーが開発したプログラムが効率的に相互運用できることを目的としていた。SQL/CLI は、SQLデータベースにアクセスするための実装非依存の国際標準である。クライアント-サーバツール群はダイナミックリンクライブラリを通して容易にデータベースにアクセスでき、各種クライアント-サーバツールがサポートされている。
CLI 標準は Open Database Connectivity (ODBC) 仕様の基盤となり、ODBC はベンダーを越えた透過的なデータベースアクセスを可能とした。ODBC の現在のバージョンは ODBC 3.52 で、これには後述するようにISOとX/Openの標準規格からも機能が導入されている。

## 歴史
Call Level Interface の規格策定は、アメリカを中心とした SQL Access Group によって開始された。1992年、これが当初マイクロソフトの ODBC API として発表され、マーケティングされた。CLI 仕様は 1993年に ISO と ANSI の標準化委員会に送られた。この標準は書籍としての番号 ISBN 1-85912-081-4 が付与され、内部文書番号は C451 とされた。
ISO SQL/CLI は 1992年版 SQL 標準(SQL92)の補遺に収録された。最終的に、ISO 標準 ISO/IEC 9075-3:1995 Information technology -- Database languages -- SQL -- Part 3: Call-Level Interface (SQL/CLI) となった。現在の SQL/CLI は SQL3（1999年版仕様）もサポートしている。
1994年第四四半期、この標準の管理はX/Openに移管され、さらに拡張と更新が行われた。X/Open CLI インタフェースは ISO SQL CLI を包含する範囲の機能を持つ。
この記事は2008年11月1日以前にFree On-line Dictionary of Computingから取得した項目の資料を元に、GFDL バージョン1.3以降の「RELICENSING」(再ライセンス) 条件に基づいて組み込まれている。